# Troop Beverly Hills
Troop Beverly Hills, (br: Bandeirantes de Beverly Hills ou Confusões em Beverly Hills, pt: A Escuteira de Beverly Hills), é um filme de aventura e comédia estadunidense produzido pela Weintraub Entertainment Group e dirigido por Jeff Kanew, estrelado por Shelley Long, Craig T. Nelson, Betty Thomas, Mary Gross, Stephanie Beacham e apresentado Jenny Lewis como Hannah Nefler. O filme também apresenta uma série de jovens estrelas, incluindo Tori Spelling, Carla Gugino, Emily Schulman, Ami Foster, e Kellie Martin. Muitos marcos em Beverly Hills são vistos ao longo do filme, incluindo: The Beverly Hills Hotel, Cristophe Salon, academia de Jane Fonda, restaurante Spago de Wolfgang Puck, e Rodeo Drive. A canção de abertura é "Make It Big" do álbum Still Cruisin da banda de rock The Beach Boys.
Troop Beverly Hills foi mal recebida pelos críticos. No Rotten Tomatoes, possui uma classificação de 8% baseado em 13 comentários.
Carla Gugino revelou que mentiu a sua idade para estar no filme. “Confusões em Beverly Hills foi muito importante para mim. Foi o primeiro trabalho que me permitiu ganhar dinheiro o suficiente para que eu pudesse me sustentar e continuar atuando”, declarou Carla Gugino para People. “Esse foi o único papel que eu menti sobre a minha idade para conseguir. Isso foi antes do IMDB existir, eu tinha 16 e menti que tinha 14 para conseguir o trabalho. Depois que estávamos gravando, eu disse para o diretor Jeff Kanew um dia, ‘Você sabe, eu tenho 16, mas eu disse que tinha 14 para conseguir o trabalho’. Ele disse, ‘se eu soubesse disso não teria te contratado’. Então foi confirmado que a minha mentira foi a melhor escolha naquele momento”.
Este é um dos filmes favoritos de Kim Kardashian que em seu chá de bebê recriou temas de Troop Beverly Hills, ela também convidou Shelley Long para a festa, mas a mesma não estava disponível naquele momento.

## Sinopse
Phyllis Nefler, é uma dona de casa que mora em Beverly Hills, divorciada do marido, aceita um desafio, liderar um grupo de garotas bandeirantes para uma excursão em Los Angeles. Para provar ao ex-marido e aos outros que são contra ela que pode suportar das adversidades e os desafios da vida, ao chegar ao acampamento de bandeirantes, ela inovas as tradições do bandeirantismo, mas Velda Plendor, uma líder bandeirante, não aceita as novas mudanças e faz de tudo para infernizar Phyllis, mas a ex-dona de casa tem o apoio de sua fiél tropa e de amigos que estão ao seu lado para mostra que o materialismo não traz felicidade a ninguém.
No último dia de escola em 1989, Phyllis Nefler é uma esposa socialite de Beverly Hills com um coração de ouro recentemente separado de seu marido, Freddy, um rico proprietário de uma cadeia de lojas de automóveis. Freddy sente que Phyllis se tornou uma "viciada em compras" egoísta que nunca cumpre seus compromissos, e que ela se afastou da personalidade carinhosa e imaginativa que o fez se casar com ela. Phyllis acha que Freddy se vendeu em sua carreira e é um workaholic rude, indiferente e desinteressado que não tem tempo para sua família. Em uma tentativa de tentar salvar e manter seu relacionamento com sua filha durante o contencioso divórcio de Phyllis e Freddy, Phyllis decide se tornar a líder bandeirante da tropa de sua filha, Hannah.
Enquanto Phyllis está andando de moto pela Rodeo Drive, o conselho está analisando sua candidatura e depois aprovando-a, pois acreditam que Phyllis tem os ingredientes de um excelente líder. Embora Phyllis não tenha as habilidades encontradas na maioria dos líderes de tropas, devido à falta de interesse em relação à natureza ou a qualquer coisa encontrada no "deserto", ela resolve ensinar às meninas como sobreviver "nas florestas de Beverly Hills". até mesmo personalizando novos distintivos de mérito para sua tropa. Um acampamento faz com que a tropa seja pega em uma tempestade de chuva, o que levou Phyllis a levar as garotas para "acampar" no The Beverly Hills Hotel. Apesar de suas maneiras pouco ortodoxas, Phyllis mostra um compromisso inabalável com o bem-estar das meninas e atua como uma mãe/amiga substituta para as meninas, algumas das quais às vezes são negligenciadas por seus próprios pais ricos e distraídos e precisam de alguém para simplesmente estar lá para elas. Fred tenta enfraquecer Phyllis mais uma vez, observando que ele estava esperando para ver Hannah aprender algumas habilidades ao ar livre e de defesa civil , como primeiros socorros, e ele não tem certeza sobre isso sob a orientação de Phyllis. É claro, no entanto, que enquanto Phyllis não está fornecendo às garotas uma experiência típica de escotismo, ela está dando a cada garota algo que elas precisam desesperadamente - atenção e cuidado, mesmo que seja através de seus próprios métodos.
Os métodos pouco ortodoxos de Phyllis também entram em conflito com outra líder de escoteiros, Velda Plendor, uma enfermeira do exército aposentada que dirige as "Penas Vermelhas" de Culver City, da qual sua própria filha, Cleo, é membro, como uma unidade militar. Como Velda tem considerável atração no nível do conselho regional, ela declara que os emblemas de mérito personalizados de Phyllis são inelegíveis e envia sua líder assistente de tropas, Annie Herman, para se infiltrar no Troop Beverly Hills e atuar como toupeira e espião no eventual plano de Velda de sabotar o Tropa.
Para grande consternação de Velda, a Troop Beverly Hills pode ganhar reconhecimento do conselho regional, passando uma série de testes em um próximo Jamboree. No entanto, para se qualificar, a tropa precisa vender 1.000 caixas de biscoitos. Para evitar isso, Velda superou a Tropa Beverly Hills vendendo biscoitos em sua própria vizinhança. Vendo isso, assim como percebendo a verdadeira personalidade de Velda, Annie se torna a assistente de Phyllis de verdade, oferecendo suas habilidades e conhecimento privilegiado para as meninas. Os pais das meninas, apreciando a liderança de Phyllis e Annie, se oferecem para comprar os biscoitos para ir ao baile, mas Phyllis sugere outra ideia - tanto para bater Velda em seu próprio jogo quanto para ensinar às meninas valiosas habilidades de negócios e de vendas: uma série de vendas de biscoitos estrelados em um bairro anteriormente inexplorado. A inteligência e a criatividade de Phyllis são bem-sucedidas, pois vendem mais de 4.000 caixas, mais do que suficiente para se qualificar para o Jamboree.
Phyllis é então atingida por um golpe duplo: embora Freddy tenha terminado com sua nova namorada, ele quer continuar com o divórcio, incluindo a guarda conjunta de Hannah; enquanto Velda tenta convencê-la a não frequentar o Jamboree, avisando que fica a 32 quilômetros do acampamento mais próximo e a 160 km do hotel 4 estrelas mais próximo. Ela afunda numa profunda depressão e finalmente decide desmembrar a tropa, mas Hannah e as outras garotas, apaixonadas por Phyllis, falam com ela sobre isso.
Durante o Jamboree, as Penas Vermelhas enganam a Troop Beverly Hills, desviando-os para um pântano infestado de cobras, fazendo com que a tropa perca contato vital com Annie. Em um golpe de boa sorte, um gambá assusta Phyllis e as garotas em um atalho, tornando-as as primeiras no evento classificatório. Na corrida final, Velda toma conta das Penas Vermelhas e corta uma ponte de corda, mas isso também falha. No entanto, quando Velda trapaceia uma última vez ao entrar em uma área restrita usada apenas para caçar, ela se feriu depois de cair em um buraco. A bota e a meia de Velda são removidas e está confirmado que o tornozelo está quebrado. As Penas Vermelhas, lideradas agora pela filha de Velda, Cleo, a deixam para trás por uma questão de ganhar. A tropa Beverly Hills a encontra, descalça e amarga, e relutantemente leva-a até o encerramento da prova.
As Penas Vermelhas cruzam a linha de chegada primeiro, mas são desclassificadas porque a lei do conselho estipula que a líder deve estar com a tropa. Apesar de Cleo e sua amiga Jamie fugirem com o troféu, a Troop Beverly Hills é declarado vencedor do Jamboree e é validado como True Wilderness Girls. Francis Temple, a líder regional, despede Velda por trapaça e por colocar as garotas da Tropa Beverly Hills em perigo. Por sua vez, Velda, agora desonrada, insulta as conselheiras. As famílias das meninas aparecem momentos depois e estão muito orgulhosas delas. Freddy, intrigado com a reviravolta completa de Phyllis, está interessado em cancelar o divórcio. Depois de ambos trabalharem com seus problemas, eles voltam a se juntar.
No ano seguinte, a Tropa Beverly Hills é a Tropa de Cartazes designada e Velda é forçada a assumir um emprego humilhante na Kmart, um destino que ela tentou ameaçar Annie anteriormente.

## Elenco
- Shelley Long como Phyllis Nefler, uma socialite de Beverly Hills e nova líder da Wilderness Girls Tropa Beverly Hills.
- Craig T. Nelson como Freddy Nefler, marido empreendedor de Phyllis e pai de Hannah.
- Betty Thomas como Velda Plendor, a líder impiedosa de uma tropa rival que despreza a atitude de Beverly Hills de Phyllis e sua tropa. Ela é a principal antagonista do grupo e quer se livrar da Tropa Beverly Hills.
- Mary Gross como Annie Herman, assistente e espiã de Velda e, mais tarde, assistente de Phyllis.
- Karen Kopins como Lisa, a nova noiva de Freddy Nefler.
- Jenny Lewis como Hannah Nefler, filha de Phyllis e Freddy que só quer que sua mãe lidere como uma líder normal de tropas. Ela também é uma ginasta habilidosa.
- Emily Schulman como Tiffany Honigman, filha de um proeminente cirurgião plástico de Beverly Hills.
- Carla Gugino como Chica Barnfell, uma menina de popa, que geralmente é deixada sozinha por seus pais jet set.
- Aquilina Soriano como Lily Marcigan, a filha do ditador Bong Bong e Karina (baseado em Ferdinand e Imelda Marcos, respectivamente) que governam um país do Sudeste Asiático não especificado.
- Kellie Martin como Emily Coleman, filha de um ator desempregado.
- Tasha Scott como Jasmine Shakar, a filha sincera de um boxeador bem conhecido.
- Heather Hopper como Tessa DiBlasio, filha de dois diretores de cinema conhecidos.
- Ami Foster como Claire Sprantz, uma atriz mirim/filha de uma romancista e um advogado de sucesso.
- Audra Lindley como Frances Temple, a líder do Los Angeles County Wilderness Girls, que é frequentemente prejudicada por Velda.
- Stephanie Beacham como Vicki Sprantz, mãe de Claire, romancista e amiga de Phyllis.
- Shelley Morrison como Rosa, empregada de Phyllis que ajuda com a tropa.
- Dinah Lacey como Cleo Plendor, filha de Velda. As duas não têm muito relacionamento mãe/filha.
- Tori Spelling como Jamie, amiga de Cleo que ajuda a sabotar a Troop Beverly Hills.
- Willie Garson como Bruce.
- Mary Pat Gleason como líder da tropa gentil.
- Kareem Abdul-Jabbar como ele mesmo
- Frankie Avalon como ele mesmo
- Dr. Joyce Brothers como ele mesmo
- Annette Funicello como ela mesma
- Robin Leach como ele mesmo
- Cheech Marin como ele mesmo
- Ted McGinley como ele mesmo
- Pia Zadora como ela mema